# キドニア (小惑星)
キドニア(1106 Cydonia)は、小惑星帯の小惑星である。1929年2月5日にカール・ラインムートがハイデルベルクのケーニッヒシュトゥール天文台で発見した。当初は1929 CWという仮符号が付けられた。バラ科のマルメロ属(Cydonia)にちなんで命名された。